# Excelsior-Schlüssel

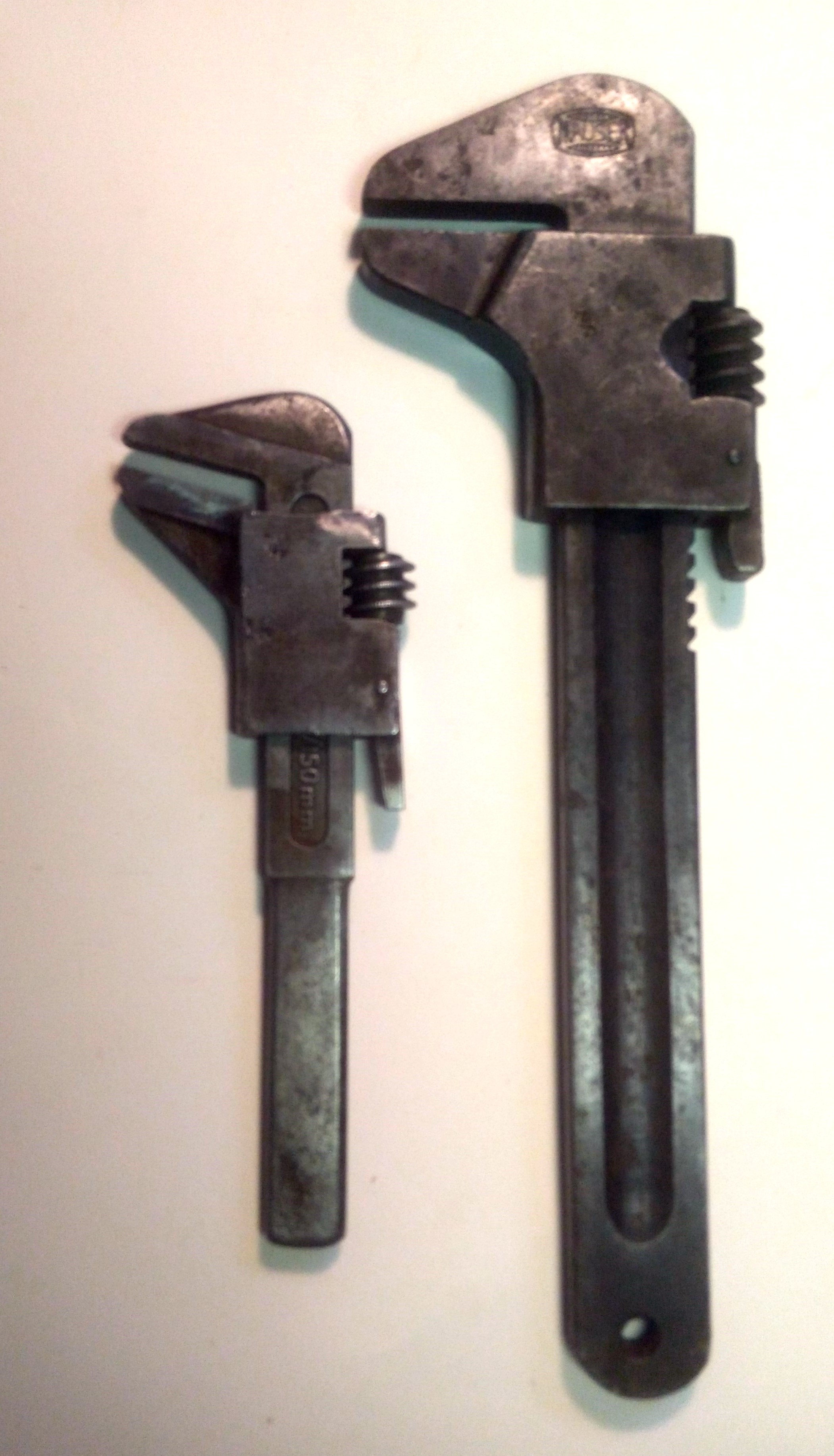
Zwei verschiedene Excelsior-Schlüssel

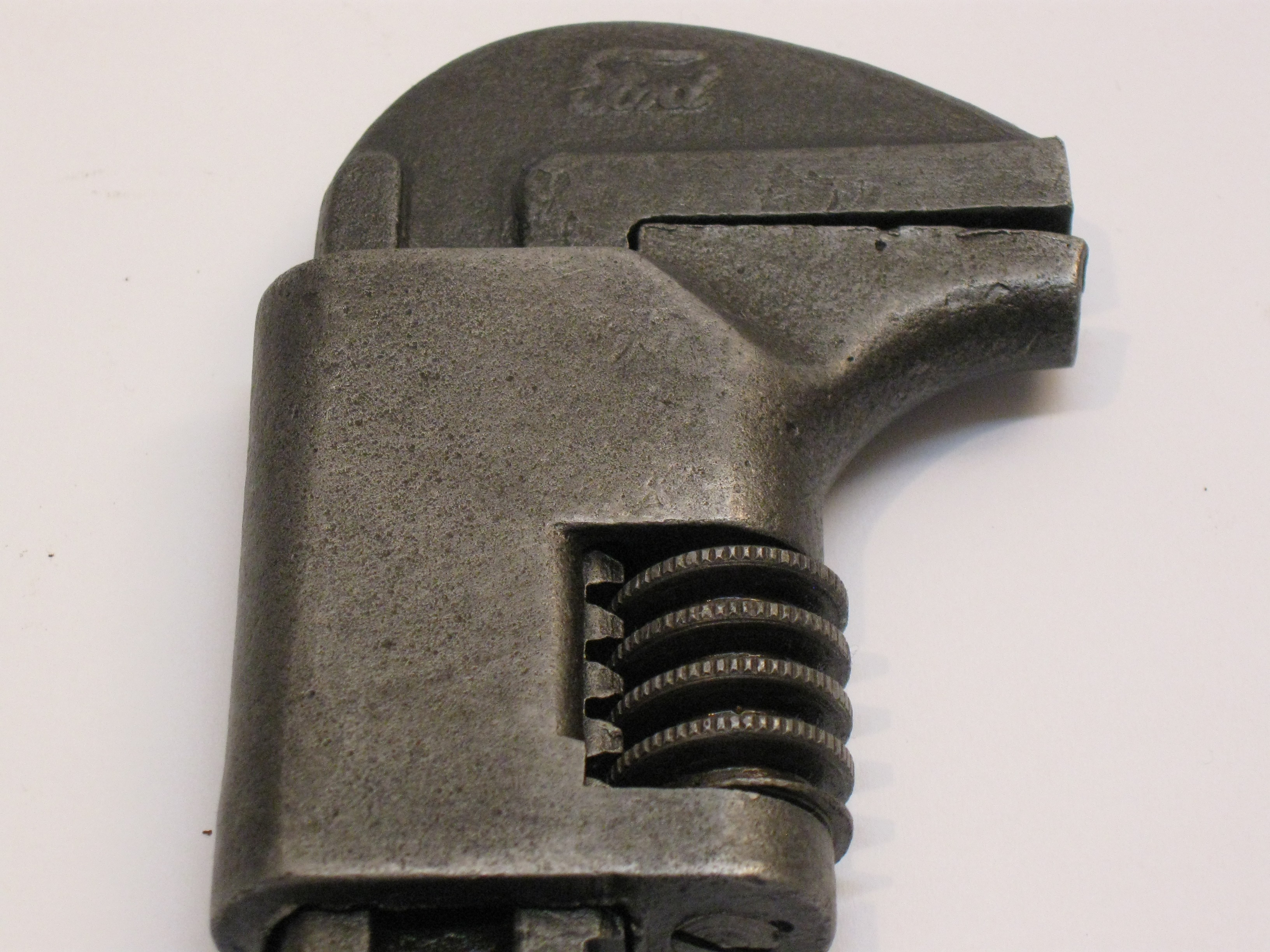
Amerikanischer Excelsior-Schlüssel, Detail

Der Excelsior-Schlüssel ist eine Bauform des Verstellschlüssels zum Lösen und Anziehen von Schraubverbindungen. Er ist sowohl konstruktiv als auch historisch eine Zwischenlösung zwischen dem Engländer, mit dem er die Maul-Anordnung teilt, der jedoch über eine Gewindespindel verstellt wird, und dem Rollgabelschlüssel, der wie der Excelsior-Schlüssel ein Schneckengetriebe zur Verstellung der Schlüsselweite besitzt.
Excelsior-Schlüssel sind oft mit einer Schnellverstellung durch Entriegeln der Einstellschnecke ausgerüstet, es gibt jedoch auch Bauformen mit nicht entriegelbarer Verstellschnecke. Vorteilhaft gegenüber dem Rollgabelschlüssel ist die stabile Abstützung der beweglichen Backe, die dadurch ein hohes Drehmoment aufnehmen kann, da sie den Griffteil vollständig umschließt. Nachteilig dagegen ist bei beengten Verhältnissen die seitliche Anordnung des Schlüssel-Mauls.

## Handhabung
Unsachgemäße Handhabung des Excelsior-Schlüssels führt wie bei allen Verstellschlüsseln oft zu erhöhtem Verschleiß oder einer Verformung des Werkzeugs. Wenn ein Excelsior-Schlüssel vom im Bild dargestellten Typ verwendet werden soll, um Schrauben oder Muttern zu lösen oder festzuziehen, ist darauf zu achten, dass der bewegliche Teil des Mauls oder der Gabel immer in Richtung der auszuführenden Drehbewegung zeigt. Andernfalls kann die bewegliche Seite der Gabel oder die Einstellmechanik bleibend verformen und infolgedessen erhöhtes Spiel bis hin zur Unbrauchbarkeit aufweisen.
Während der Schlüssel bereits am Werkstück sitzt, wird der Verstellmechanismus durch Nachspannen der Schnecke nachjustiert. Damit wird ein möglichst enger Sitz erreicht. Wird die Gabelweite nicht eng genug gewählt, kann das zum Abgleiten vom Mehrkant führen. Zum einen kann die Schraube oder Mutter wegen der dann unzulässig hohen Kantenpressung bleibend nachgeben und damit „rundgedreht“ werden; ein Lösen oder Anziehen wird immer schwieriger. Zum anderen ist beim Abrutschen, gerade beim Einsatz hoher Körperkräfte, die Verletzungsgefahr groß und das Werkzeug selbst wird einer zu großen Belastung ausgesetzt.
Ein verstellbarer Schraubenschlüssel, der während des Einsatzes nicht wie eine Zange unter Spannung gehalten werden kann oder sich selbsttätig nachspannt, sollte nur zum Gegenhalten und nicht zur kraftvollen Betätigung von Schrauben oder Muttern verwendet werden, da ein wirklich enger Sitz hier nicht zu erreichen ist.